# Rolf Ebbighausen
Rolf Ebbighausen (* 2. März 1937 in Seesen) ist ein deutscher Soziologe und Hochschullehrer.

## Leben und Wirken
Rolf Ebbighausen studierte Soziologie an der Freien Universität Berlin. 1963 legte er dort die Prüfung als Diplom-Soziologe ab und promovierte 1968 zum Dr. rer. pol. Anschließend war er dort weiterhin als wissenschaftlicher Assistent tätig und habilitierte sich 1972 für das Fach Soziologie. Im Institut für Soziologie der FU Berlin hatte er dann eine Professur für Politische Soziologie inne.
In seinen Veröffentlichungen beschäftigt sich Ebbighausen im Bereich der Politischen Soziologie vor allem mit der Parteiensoziologie, aber auch mit der Parteienfinanzierung und politischen Skandalen.

## Veröffentlichungen (Auswahl)
- (Redaktion): Otto Stammer (Hrsg.): Max Weber und die Soziologie heute (= Verhandlungen des Deutschen Soziologentages, Bd. 15). Mohr, Tübingen 1965.
- Die Krise der Parteiendemokratie und die Parteiensoziologie. Eine Studie über Moisei Ostrogorski, Robert Michels und die neuere Entwicklung der Parteienforschung (= Soziologische Abhandlungen, Bd. 11). Duncker & Humblot, Berlin 1969 (= Dissertation FU Berlin).
- Der angepaßte Klassenkampf. Organisation und Politik der DKP zwei Jahre nach ihrer Neukonstituierung. In: Politische Vierteljahresschrift, Bd. 11 (1970), S. 556–578.
- Die Betriebsgruppenstrategie der DKP. In: Politische Vierteljahresschrift, Bd. 13 (1972), S. 106–129.
- (Hrsg., mit Jürgen Dittberner): Parteiensystem in der Legitimationskrise. Studien und Materialien zur Soziologie der Parteien in der Bundesrepublik Deutschland (= Schriften des Zentralinstituts für Sozialwissenschaftliche Forschung der Freien Universität Berlin, Bd. 24). Westdeutscher Verlag, Opladen 1973, ISBN 3-531-11239-2.
- (Mitarb.): Monopol und Staat. Zur Marx-Rezeption in der Theorie des staatsmonopolistischen Kapitalismus. Suhrkamp, Frankfurt/M. 1974, ISBN 3-518-00674-6.
- (Hrsg. u. Mitautor): Bürgerlicher Staat und politische Legitimation. Suhrkamp, Frankfurt/M. 1976, ISBN 3-518-00861-7.
- Politische Soziologie. Zur Geschichte und Ortsbestimmung. Westdeutscher Verlag, Opladen 1981, ISBN 3-531-11452-2.
- (Hrsg.) mit Friedrich Tiemann: Das Ende der Arbeiterbewegung in Deutschland? Ein Diskussionsband zum sechzigsten Geburtstag von Theo Pirker (= Schriften des Zentralinstituts für Sozialwissenschaftliche Forschung der Freien Universität Berlin, Bd. 43). Westdeutscher Verlag, Opladen 1984, ISBN 3-531-11650-9.
- Politische Soziologie zwischen marxistischer Krisenanalyse und Modernisierungsforschung. In: Politische Vierteljahresschrift, Bd. 26 (1985), S. 83–97.
- (Hrsg., mit Sighard Neckel): Anatomie des politischen Skandals. Suhrkamp, Frankfurt/M. 1989, ISBN 3-518-11548-0 (2. Aufl. 2015).
- Die Massierung politischer Skandale. Symptom für Steuerungs- und Legitimationsprobleme staatlicher Politik in der jüngeren Vergangenheit. In: Hans-Dieter Klingemann/Wolfgang Luthardt (Hrsg.): Wohlfahrtsstaat, Sozialstruktur und Verfassungsanalyse. Jürgen Fijalkowski zum 60. Geburtstag (= Schriften des Zentralinstituts für Sozialwissenschaftliche Forschung der Freien Universität Berlin, Bd. 70). Westdeutscher Verlag, Opladen 1993, S. 127–139, ISBN 3-531-12454-4.
- (Mitautor): Die Kosten der Parteiendemokratie. Studien und Materialien zu einer Bilanz staatlicher Parteienfinanzierung in der Bundesrepublik Deutschland. Westdeutscher Verlag, Opladen 1996, ISBN 3-531-12831-0.